# محمد أحمد شبيب
الشيخ محمد أحمد شبيب (25 أغسطس 1934 - 3 أبريل 2012) قارئ قرآن مصري ويعد أحد أعلام هذا المجال البارزين، من مواليد قرية دنديط، مركز ميت غمر، محافظة الدقهلية.

## سيرته
وفي عام 1951، التحق شبيب بمعهد الزقازيق، واشتهر بتلاوة القرآن بصوتٍ عذبٍ، فتمسّك به مشايخ المعهد، وطلبوا منه أن يفتح لهم اليوم الدراسي بالقرآن، إضافة إلى مشاركته في جميع الاحتفالات التي تقام بمحافظة الشرقية عن طريق الأزهر الشريف.
تتلمذ شبيب على يد الشيخ محمد إسماعيل، وحفظ القرآن الكريم كاملًا بالتجويد، وفي الكبر صاحب العديد من العلماء وكبار رجال الدين. 
في ستينيات القرن الماضي أُصيب شبيب بالتهاب قوي في الحنجرة، كاد أن يفقده صوته العذب في تلاوة القرآن الكريم، لكن بعد علاجه عادة مرة أخرى، وذاع صيته في الإذاعة المصرية.
كانت وزارة الأوقاف قد قررت فى عام 1994 إيفاد الشيخ شبيب إلى إيطاليا لإحياء ليالى شهر رمضان بالمركز الإسلامى بروما ولكنه اعتذر، مفضلاً البقاء بمصر بين أهله وعشاق صوته وتلاوته.
قبل حلول شهر رمضان بيوم واحد أخبره وكيل وزارة الأوقاف بأن هناك دعوة باسمه من قبل الرئيس الفلسطينى ياسر عرفات لإحياء ليالى شهر رمضان بالمسجد الأقصى بالقدس فلم يتردد فى قبول هذه الدعوة ليشارك الفلسطينيين فرحتهم واحتفاءهم بأول رمضان بعد إقامة دولتهم.

### عربية
1. ↑  مصراوي - بشارة النصر.. قراءة الشيخ شبيب من مسجد الحسين قبل ساعات من العبور نسخة محفوظة 10 أكتوبر 2017 على موقع واي باك مشين.
2. 1 2 3  "اليوم السابع -  وفاة الشيخ محمد شبيب أول قارئ مصري يتلو القرآن الكريم بالمسجد الأقصى". مؤرشف من الأصل في 2020-03-16.
3. 1 2 3  الصياد، منة (14 أكتوبر 2024). "معلومات عن قارئ النصر محمد أحمد شبيب.. ألهب مشاعر المصريين في حرب أكتوبر". الوطن. اطلع عليه بتاريخ 2025-01-03.